# Bộ Nông nghiệp Hoa Kỳ
Bộ Nông nghiệp Hoa Kỳ (United States Department of Agriculture, không chính thức là Agriculture Department hay USDA) là một bộ hành chính liên bang của Hoa Kỳ đặc trách phát triển và thực thi chính sách của chính phủ Hoa Kỳ về nông nghiệp, nông trại và thực phẩm. Các mục tiêu của bộ là đáp ứng nhu cầu của nông dân, người làm nông trại, khuyến khích đẩy mạnh sản xuất và giao thương nông nghiệp, hành động để đảm bảo an toàn thực phẩm, bảo vệ tài nguyên thiên nhiên, tạo thuận lợi cho các cộng đồng nông thôn và xoá đói tại Hoa Kỳ và tại hải ngoại.
Người lãnh đạo bộ là Bộ trưởng Nông nghiệp Hoa Kỳ, một thành viên của Nội các Hoa Kỳ. Bộ trưởng hiện thời là Tom Vilsack.

## Lịch sử

### Ban đầu
Nền kinh tế Hoa Kỳ trong những năm đầu lịch sử của mình là một nền kinh tế chủ yếu là nông nghiệp. Các giới chức trong chính phủ liên bang xưa kia từng tìm kiếm đủ các loại hạt giống, cây giống và súc vật đã được cải tiến và có tầm quan trọng đối với Hoa Kỳ. Năm 1836 Henry Leavitt Ellsworth, một luật sư được đào tạo từ Đại học Yale và có quan tâm đến việc cải thiện ngành nông nghiệp, trở thành Ủy viên đặc trách về Sáng tạo phát minh. Chức vụ của ông là một chức vụ thuộc Bộ Ngoại giao Hoa Kỳ. Không bao lâu sau đó ông bắt đầu thu thập và phân phối nhiều loại hạt giống và cây trồng mới cho các thành viên trong Quốc hội Hoa Kỳ và các hội đoàn nông nghiệp. Năm 1839 Quốc hội Hoa Kỳ thiết lập Phân bộ Nông nghiệp thuộc Văn phòng đặc trách Sáng tạo và Phát minh (Patent Office) và chi ra 1.000 đô la để "thu thập thống kê nông nghiệp và những mục tiêu nông nghiệp khác."
Sự quan tâm giúp đỡ ngành nông nghiệp của Ellsworthin hiển hiện trong các bản báo cáo hàng năm của ông. Các bản báo cáo này kêu gọi có một cơ sở công để bảo tồn và phân phối nhiều loại hạt và cây giống mới khác nhau, có một nhân viên thu thập thống kê nông nghiệp và thảo các báo cáo toàn tiểu bang về các vụ mùa tại các vùng khác nhau, và việc sử dụng hoá học trong nông nghiệp. Việc đặt trọng tâm của mình vào nông nghiệp đã làm cho Ellsworth nhận được biệt danh "Cha đẻ của Bộ Nông nghiệp."
Năm 1849 Văn phòng đặc trách Sáng tạo và Phát minh được thuyên chuyển sang Bộ Nội vụ mới thành lập.

### Thành lập
Ngày 15 tháng 5 năm 1862, Tổng thống Abraham Lincoln thành lập Bộ Nông nghiệp độc lập do một Ủy viên không có địa vị cấp nội các lãnh đạo.  Trong thông điệp hàng năm lần cuối cùng gởi đến Quốc hội Hoa Kỳ, Tổng thống Lincoln gọi bộ mới thành lập là "Bộ Nhân dân" (people's department). Trong thập niên 1880, nhiều nhóm quan tâm khác nhau đã vận động để có đại diện nông nghiệp trong nội các. Những nhóm quan tâm thương mại tìm cách vận động cho một Bộ Thương mại và Công nghiệp trong khi đó các nông dân cũng tìm cách vận động để đưa Bộ Nông nghiệp lên cấp nội các. Năm 1887, Hạ viện Hoa Kỳ và Thượng viện Hoa Kỳ thông qua các đạo luật cho phép nâng địa vị của Bộ Nông nghiệp và Lao động lên cấp nội các nhưng đạo luật bị hạ gục tại Ủy ban Quốc hội Hoa Kỳ sau khi các nhóm quan tâm nông nghiệp phản đối việc cộng thêm "lao động" vào tên Bộ Nông nghiệp. Cuối cùng ngày 9 tháng 2 năm 1889, Tổng thống Grover Cleveland ký đạo luật thành luật nâng Bộ Nông nghiệp lên cấp bậc nội các.
Năm 1887, Đạo luật Hatch cung cấp quỹ liên bang cho các trạm thí nghiệm nông nghiệp tại mỗi tiểu bang. Đạo luật Smith-Lever năm 1914]] tài trợ các sở hợp tác mở rộng tại mỗi tiểu bang để giảng dạy nông nghiệp và các đề tài liên quan cho công chúng.
Trong suốt Đại Khủng hoảng, nông nghiệp vẫn là một cách kiếm sống phổ biến cho hàng triệu người Mỹ. Bộ Nông nghiệp cung cấp nhiều trợ giúp cho những người cần giúp đỡ trong thời khó khăn này.
Ngày nay, nhiều chương trình có liên quan đến phân phát thực phẩm và chất dinh dưỡng cũng như giáo dục dinh dưỡng cho những người cần giúp đỡ được thực hiện dưới sự đặc trách của Cục dinh dưỡng và thực phẩm Bộ Nông nghiệp Hoa Kỳ (USDA Food and Nutrition Service). Bộ Nông nghiệp cũng quan tâm đến việc giúp nông dân và những nhà sản xuất thực phẩm trong việc bán sản phẩm nông nghiệp của họ cả trong nước và trên thị trường thế giới. Bộ đóng 1 vai trò quan trọng trong các chương trình viện trợ hải ngoại bằng cách cung cấp lương thực cho các nước phát triển. Viện trợ được thực hiện qua chương trình USAID, các chính phủ ngoại quốc, các bộ phận quốc tế như Chương trình Lương thực Thế giới, hay các tổ chức bất vụ lợi khác.

## Các đơn vị hoạt động

### Hoạt động

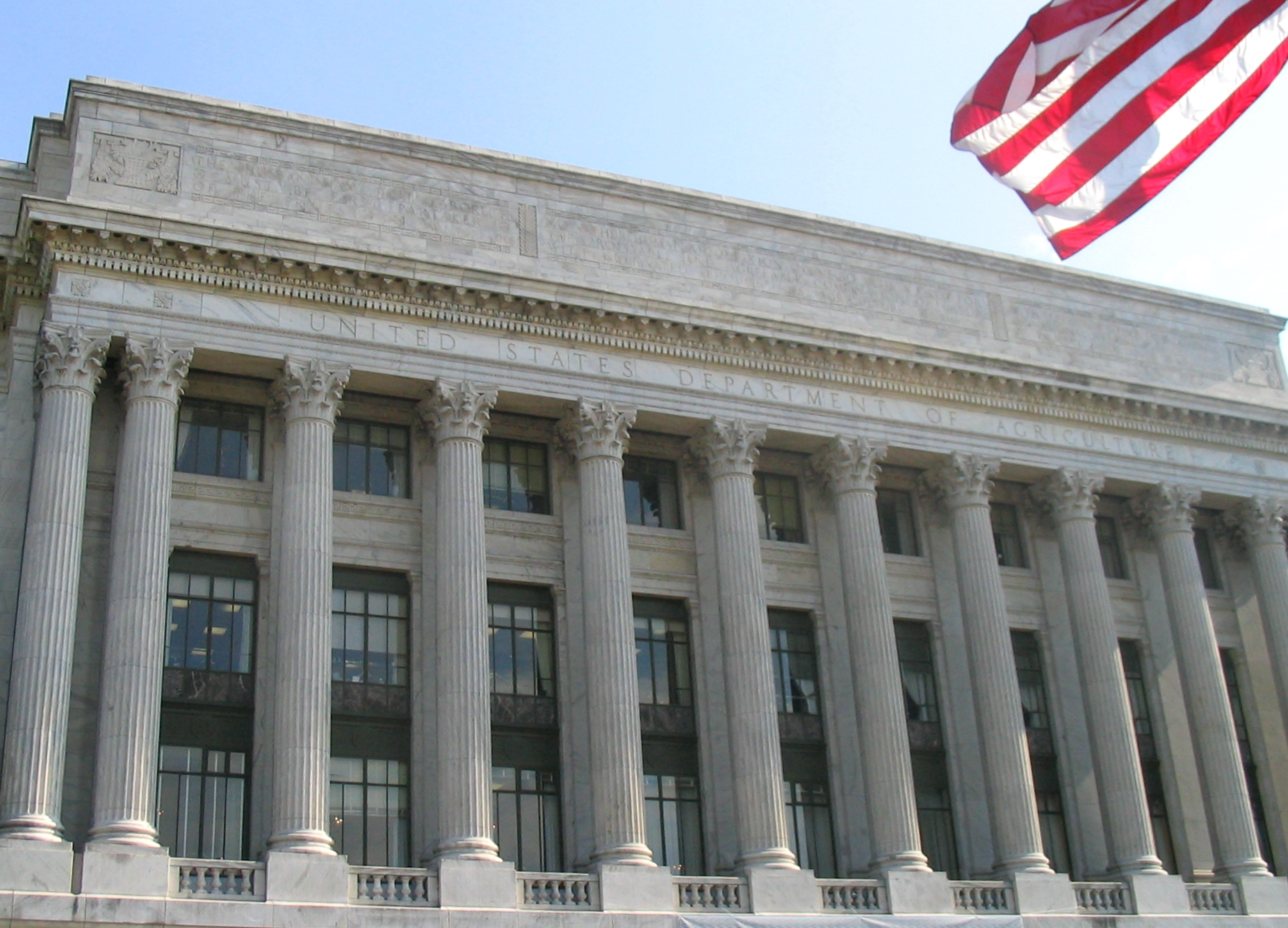
Tổng hành dinh của Bộ Nông nghiệp Hoa Kỳ nằm trên National Mall ở Washington, D.C.

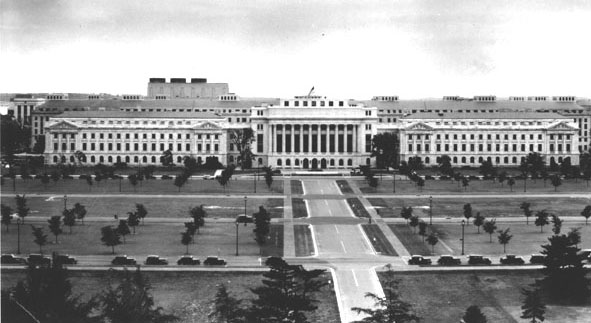
Toà nhà của Bộ Nông nghiệp (hình chụp năm 1934)

- Cục Tiếp thị Nông nghiệp (Agricultural Marketing Service)
  - Chương trình Hữu cơ Quốc gia (National Organic Program)
- Cục Nghiên cứu Nông nghiệp (Agricultural Research Service))
  - Thư viện Nông nghiệp Quốc gia (National Agricultural Library)
- Cục Kiểm dịch Thực Động vật (Animal and Plant Health Inspection Service)[3]
  - Chăm sóc Động vật (Animal Care)
  - Đặc trách Luật lệ Kỹ thuật Sinh học (Biotechnology Regulatory Services)
  - Đặc trách Quốc tế (International Services)
  - Tách ly và Bảo vệ Thực vật (Plant Protection and Quarantine)
  - Đặc trách Thú y (Veterinary Services)
  - Đặc trách Hoang dã (Wildlife Services)
- Trung tâm Chính sách và Khuyến khích Dinh dưỡng (Center for Nutrition Policy and Promotion)
- Cục Nghiên cứu hợp tác tiểu bang, Giáo dục và Mở rộng (Cooperative State Research, Education, and Extension Service)
- Cục Nghiên cứu Kinh tế (Economic Research Service)
- Cục Đặc trách Nông trại (Farm Service Agency)
- Cục Thực phẩm và Dinh dưỡng (Food and Nutrition Service)
- Cục Kiểm dịch và An toàn Thực phẩm (Food Safety and Inspection Service)
- Cục đặc trách Nông nghiệp Ngoại quốc (Foreign Agricultural Service)
- Cục Kiểm lâm (Forest Service)
- Cơ quan Kiểm tra Ngũ cốc, Đóng bì và Dự trữ (Grain Inspection, Packers and Stockyards Administration)
- Cục Thống kê Nông nghiệp Quốc gia (National Agricultural Statistics Service)
- Trung tâm Tài chính Quốc gia (National Finance Center)
- Cục Bảo tồn Tài nguyên Thiên nhiên (Natural Resources Conservation Service)
- Cục Quản lý Rủi ro Risk Management Agency)
- Phát triển Nông thôn (Rural Development)
  - Văn phòng Phát triển Cộng đồng (Office of Community Development)
  - Cục Gia cư Nông thôn (Rural Housing Service)

### Ngừng hoạt động
- Cục Bảo tồn và Quân bình Nông nghiệp (Agricultural Stabilization and Conservation Service)
- Kiểm soát Thiệt hại Động vật (Animal Damage Control), được đổi thành Cục Hoang dã (Wildlife Services)